# Ефименко, Олег Дмитриевич
Олег Дми́триевич Ефиме́нко (14 октября, 1922, Харьков, Украина — 14 мая, 2009, Моргантаун, Западная Виргиния, США) — физик, профессор в университете западной Виргинии.

## Биография
Олег Ефименко получил степень бакалавра в 1952 году в Колледже Луиса и Кларка (штат Орегон), а магистрскую степень — в университете штата Орегон в 1954 году, в том же университете в 1956 году им была получена степень доктора философии. Занимался проблемой запаздывания сигналов в теории относительности. Им были написаны уравнения, описывающие поведение электрического и магнитного полей в терминах запаздывающих источников и носящих его имя. Хотя близкие выражения этих уравнений были высказаны чуть ранее, тем не менее именно Ефименко, как полагают, был первым, кто в 1966 году выписал эти уравнения в явном виде, обеспечив, тем самым, завершённость классической электродинамике.
В 1956 году получил премию Sigma Xi Prize. В 1971 и 1973 годах, он завоевал награды в конкурсе приборов AAPT (Американской ассоциации учителей-физиков). Им были созданы электростатические генераторы, работающие за счёт атмосферного электричества.
Работал над обобщением теории всемирного тяготения Ньютона применительно к системам, зависящим от времени. По его мнению, нет никаких объективных причин для отказа от теории Ньютона в пользу метрической теории гравитации. Активно старался развивать и расширять теорию Ньютона, совмещая её с принципом причинности и применяя к зависящим от времени гравитационным взаимодействиям.
Его обобщение теории Ньютона основано на существовании второго гравитационного поля, «со-гравитационного» или «поля сторонней силы тяжести», оно также может быть названо гравимагнитным полем. Эта теория представляет собой физический подход, в корне отличный от пространственно-временной геометрии общей теории относительности Эйнштейна. Однако, первым предсказал существование этого поля Оливер Хевисайд в статье «Гравитационные и электромагнитные аналогии» (1893).

## Некоторые публикации

### Книги
- «Electrostatic motors; their history, types, and principles of operation». Star City [W. Va.], Electret Scientific Co. [1973]. LCCN 73180890
- «How to Entertain With Your Pocket Calculator: Pastimes, Diversions, Games, and Magic Tricks». Electret Scientific, Star City, 1975.
- «Electromagnetic Retardation and Theory of Relativity: New Chapters in the Classical Theory of Fields», 2nd ed., Electret Scientific, Star City, 2004.
- «Causality, Electromagnetic Induction, and Gravitation: A Different Approach to the Theory of Electromagnetic and Gravitational Fields», 2nd ed., Electret Scientific, Star City, 2000.
- «Electricity and Magnetism: An Introduction to the Theory of Electric and Magnetic Fields», 2nd ed., Electret Scientific, Star City, 1989.
- «Scientific Graphics with Lotus 1-2-3: Curve Plotting, 3D Graphics, and Pictorial Compositions». Electret Scientific, Star City, 1987.

### Главы в книгах
- «What is the Physical Nature of Electric and Magnetic Forces?» in Has the Last Word Been Said on Classical Electrodynamics? — New Horizons, A. E. Chubykalo, Ed., (Rinton Press, Paramus, 2004).
- «Does special relativity prohibit superluminal velocities?» in Instantaneous Action at a Distance in Modern Physics: «Pro» and «Contra», A. E. Chubykalo, Ed., (Nova Science, New York, 1999).

### Статьи
- «A neglected topic in relativistic electrodynamics: transformation of electromagnetic integrals». arxiv.org, 2005.
- «Presenting electromagnetic theory in accordance with the principle of causality», Eur. J. Phys. 25 287—296, 2004. doi:10.1088/0143-0807/25/2/015
- «Causality, the Coulomb field, and Newton’s law of gravitation» (Comment), American Journal of Physics, Volume 70, Issue 9, p. 964, September 2002.
- "The Trouton-Noble paradox, " J. Phys. A. 32, 3755-3762, 1999.
- "On Maxwell’s displacement current, " Eur. J. Phys. 19, 469—470, 1998.
- «Correct use of Lorentz-Einstein transformation equations for electromagnetic fields», European Journal of Physics 18, 444—447, 1997.
- «Retardation and relativity: Derivation of Lorentz-Einstein transformations from retarded integrals for electric and magnetic fields», American Journal of Physics 63 (3), 267-72.
- «Retardation and relativity: The ease of a moving line charge», American Journal of Physics, 63 (5), 454-9.
- "Direct calculation of the electric and magnetic fields of an electric point charge movingwith constant velocity, " Am.J.Phys. 62, 79-84, 1994.
- "Solutions of Maxwell’s equations for electric and magnetic fields in arbitrary media, " Am. J. Phys. 60, 899—902 1992.
- "Electrets, " (with D. K. Walker) Phys. Teach. 18, 651—659, 1980.
- «How can An Electroscope be Charged This Way?», TPT 56, 1979.
- «Water Stream 'Loop-the-Loop'», AJP 42, 103—105, 1974.
- «Franklin electric motor», Am. J. Phys. 39, 1139—1141, 1971.
- «Operation of electric motors from atmospheric electric field», Am. J. Phys. 39, 776—779, 1971.
- «Demonstration of the electric fields of current-carrying conductors», Am. J. Phys. 30, 19-21, 1962.
- «Effect of the earth’s magnetic field on the motion of an artificial satellite», Am. J. Phys. 27, 344—348, 1959.

### Статьи в энциклопедии
- «'Maxwell’s Equations'», Macmillan Encyclopedia of Physics, Macmillan, New York, 1996.